# Oecetis kurukchetra
Oecetis kurukchetra är en nattsländeart som beskrevs av Schmid 1995. Oecetis kurukchetra ingår i släktet Oecetis och familjen långhornssländor. Inga underarter finns listade i Catalogue of Life.